# Dýchací přístroj AU 9E

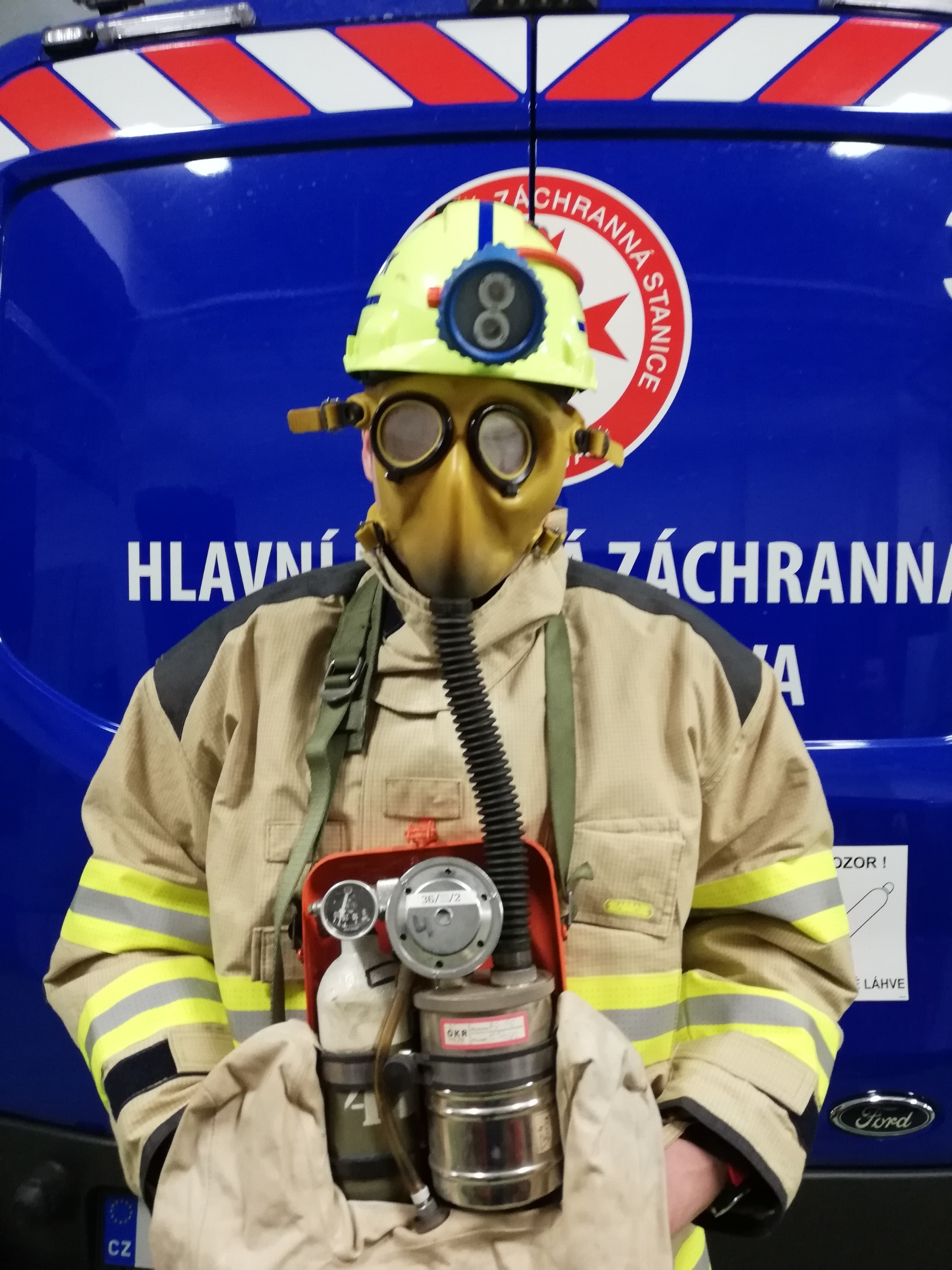
Sebezáchranný izolační regenerační přístroj s tlakovým kyslíkem AU 9E.

AU 9E je dýchací přístroj polské výroby. Jde o sebezáchranný izolační regenerační přístroj s tlakovým kyslíkem opatřený jednou kyvadlovou dýchací hadici. Konstrukčně byl přizpůsoben do velmi těžkých provozních podmínek. Přístroj mohla používat jen osoba, která byla řádně proškolena z teoretických a praktických znalosti přístroje. Další dva typy tohoto sebezáchranného přístroje nesly označení AU 9L a AU 9D.
Určení přístroje bylo:
1. používal se jako sebezáchranný přístroj,
2. jako doplněk běžné výstroje báňských záchranářů, kteří jej používali k vyvedení postižených osob z nedýchatelného ovzduší,
3. když došlo k poruše pracovního dýchacího přístroje báňského záchranáře,
4. k práci v těsných důlních podmínkách.[2]

## Historie

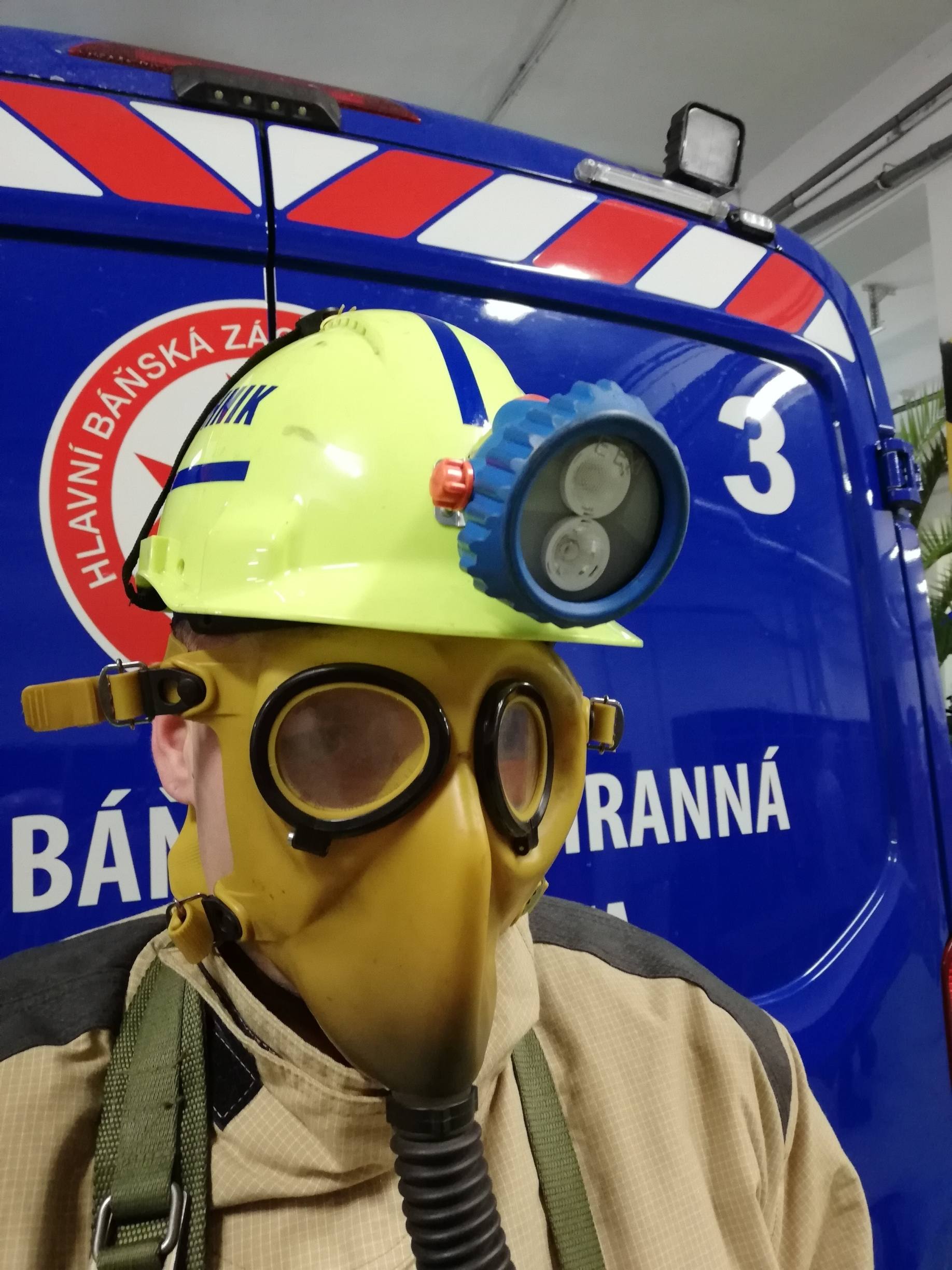
Nasazení masky přístroje.

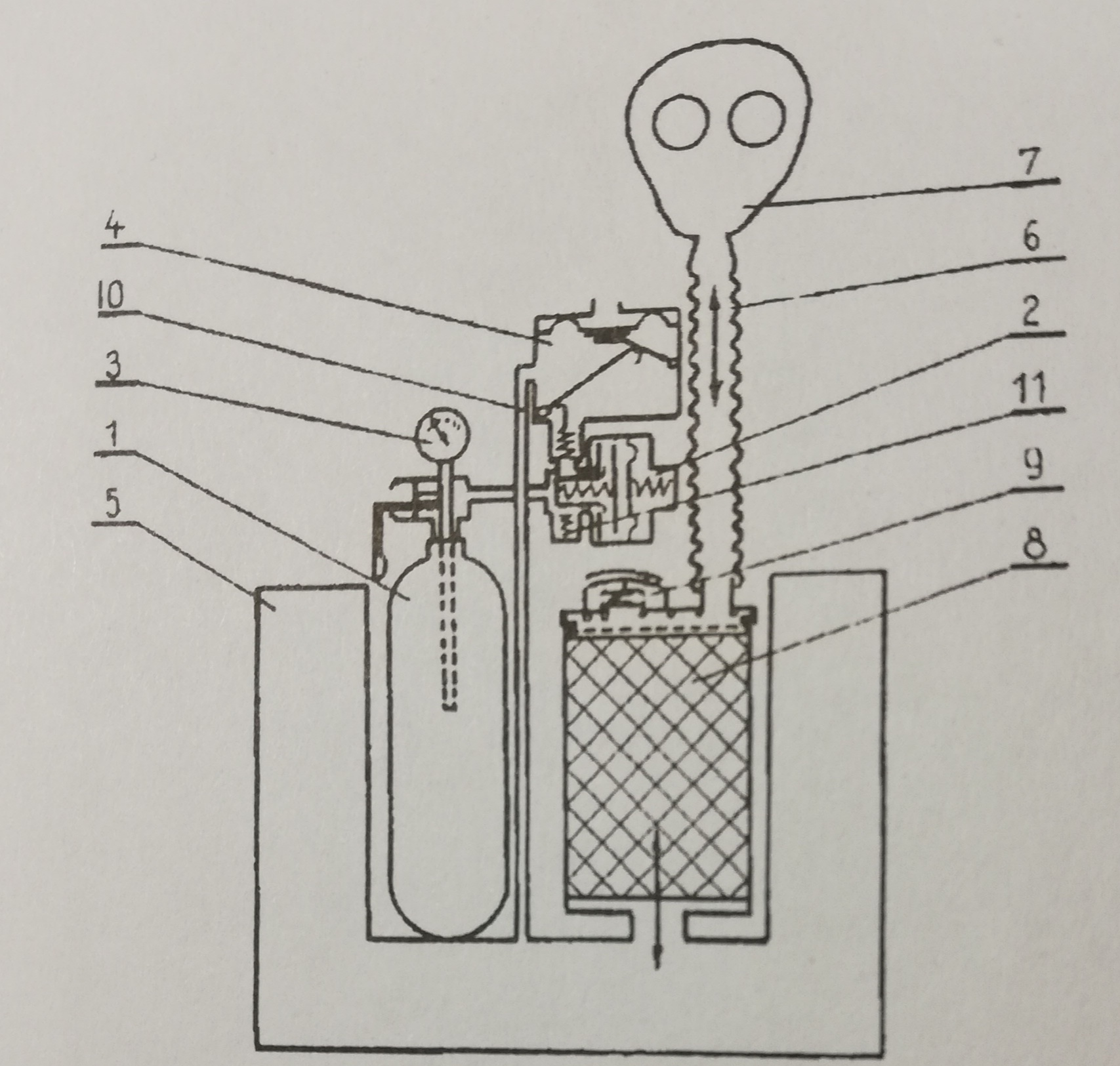
Schéma přístroje AU 9E

Datum vzniku přístroje se datuje rok 1974, kdy v Polsku započala výroba tohoto sebezáchranného přístroje. V prostorách HBZS Ostrava se v roce 1986 započaly zkoušky dýchacího přístroje AU 9E. Používání přístroje v naší báňské záchranné službě bylo schváleno opatřením ČBÚ č. 28/1989 ze dne 22. 11. 1989. Na počátku roku 1993 bylo v OKR 60 kusů a ke konci roku 2000 již počet přístrojů dosahoval jen 30 kusů, v roce 2002 již bylo jen 15 kusů. Následně byl roku 2003 nahrazen únikovým sebezáchranným přístrojem s chemicky vázaným kyslíkem, který měl označení ŠSS 1U (2 382 ks) a ŠSS 1PV (19 155 ks). Jeho používání v báňském záchranářství  skončilo roku 2003.

## Schéma přístroje AU 9E
1. Tlaková láhev s ventilem.
2. Redukční ventil.
3. Manometr.
4. Plicní automatika.
5. Dýchací vak.
6. Dýchací hadice.
7. Celoobličejová maska.
8. Pohlcovač CO2.
9. Přetlakový ventil.
10. Kyslíkové vedení.
11. Pojistný ventil.

## Hlavní parametry přístroje AU 9E
| Rozměry přístroje - výška               | 300 mm       |
| --------------------------------------- | ------------ |
| - šířka                                 | 200 mm       |
| - tloušťka                              | 128 mm       |
| Hmotnost přístroje                      | 5 kg         |
| Ochranná doba                           | 60 minut     |
| Tlaková láhev - obsah                   | 0.45 l       |
| - plnicí tlak                           | 22 MPa       |
| Redukovaný tlak                         | 0,4 MPa      |
| Stálá dávka                             | 1,1, l/min   |
| Dávka plícní automatiky                 | 50 l/min     |
| Pracovní objem dýchacího vaku           | 5,5 l        |
| Množství nátronového vápna v pohlcovači | 650 - 800 g  |
| Naskočení funkce přetlakového ventilu   | 400 - 600 Pa |
| Naskočení funkce plicní automatiky      | 150 - 250 Pa |
| Připojení k dýchacím orgánům            | maska        |

## Kontrola přístroje AU 9E
Kontrola všech přístrojů které byly připravené k použitíse prováděla 1 krát měsíčně dle následujících bodů:
- Vnější kontrola přístroje.
- Kontroly pohlcovače CO2.
- Kontroly stále dávky kyslíku O2.
- Kontroly těsnosti spojů vysokého a redukovaného tlaku kyslíku.
- Kontroly otevření plícní automatiky.
- Kontroly přetlakového ventilu.
- Kontroly tlakové láhve a zásoby kyslíku.
- Kontroly páky ventilu.
- Kontroly těsnosti přístroje podtlakem.
- Kontroly tlakoměru.

## Postup při nasazování
- Přístroj se přenášel v pohotovostním stavu zavěšený přes prsa, nebo raneno.
- Uživatel si musel nejdříve přemístit přístroj na prsa.
- Následně otevřel zámek krytu přístroje, oddělil víko od přístroje a přesunutím páky ventilu nahoru o 180° rukou otevřel kyslikovou láhev.
- Vytáhl dýchací hadici s maskou, kterou si nasadil a hluboce vydechl do přístroje.
- Potom si seřidil délku zavěsného popruhu tak, aby dýchací hadice uživateli nebránila ve volném pohybu hlavy.
- Upínaci tkanici upevnil (fixoval) k trupu.
- Pokud sebezáchranný přístroj používal k práci, nebo k sebezáchraně, vždy postupoval klidně a opatrně.[5]

## Galerie přístroje AU 9E

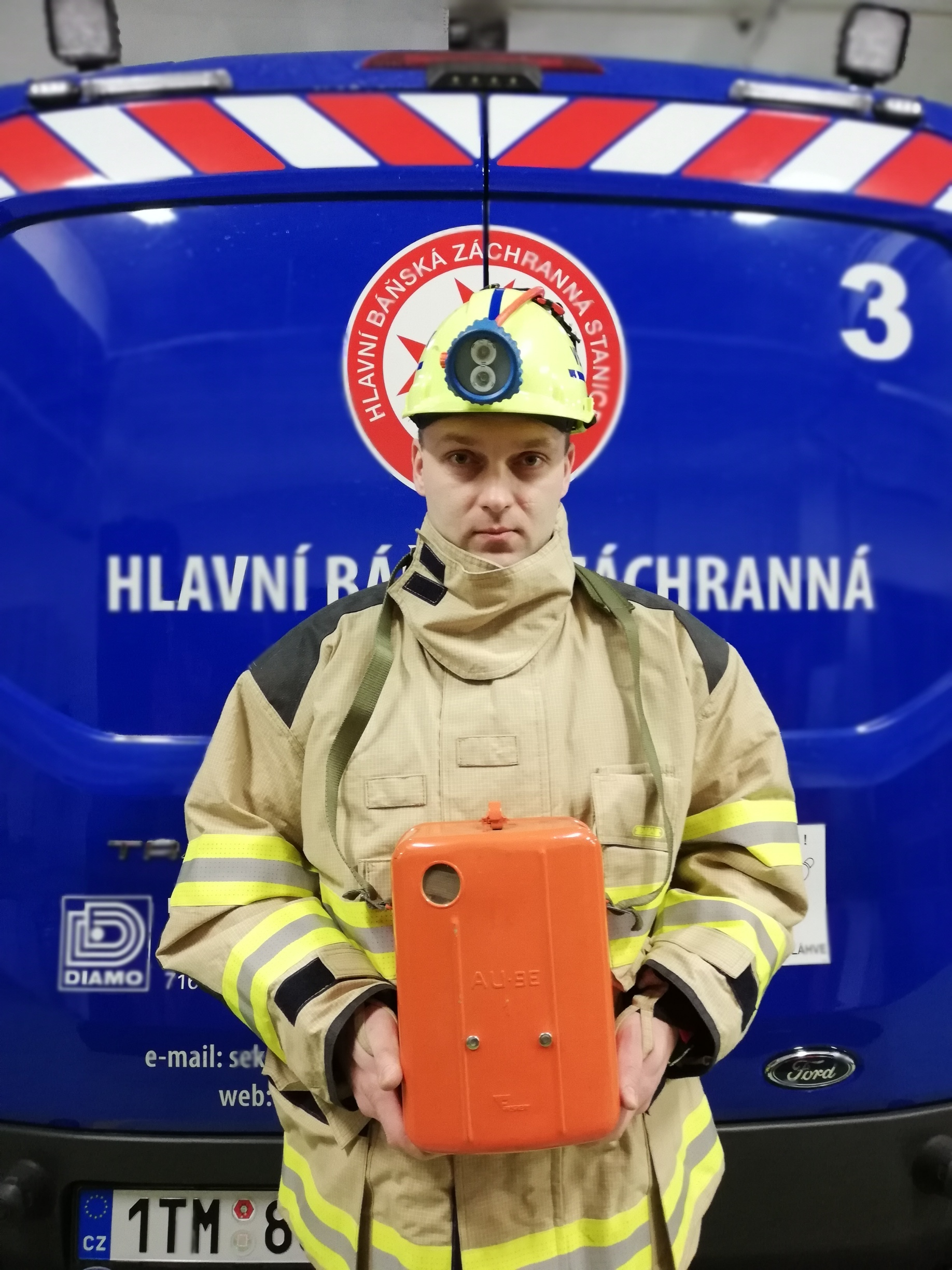
Báňský záchranář se sebezáchranným přístrojem AU 9E.
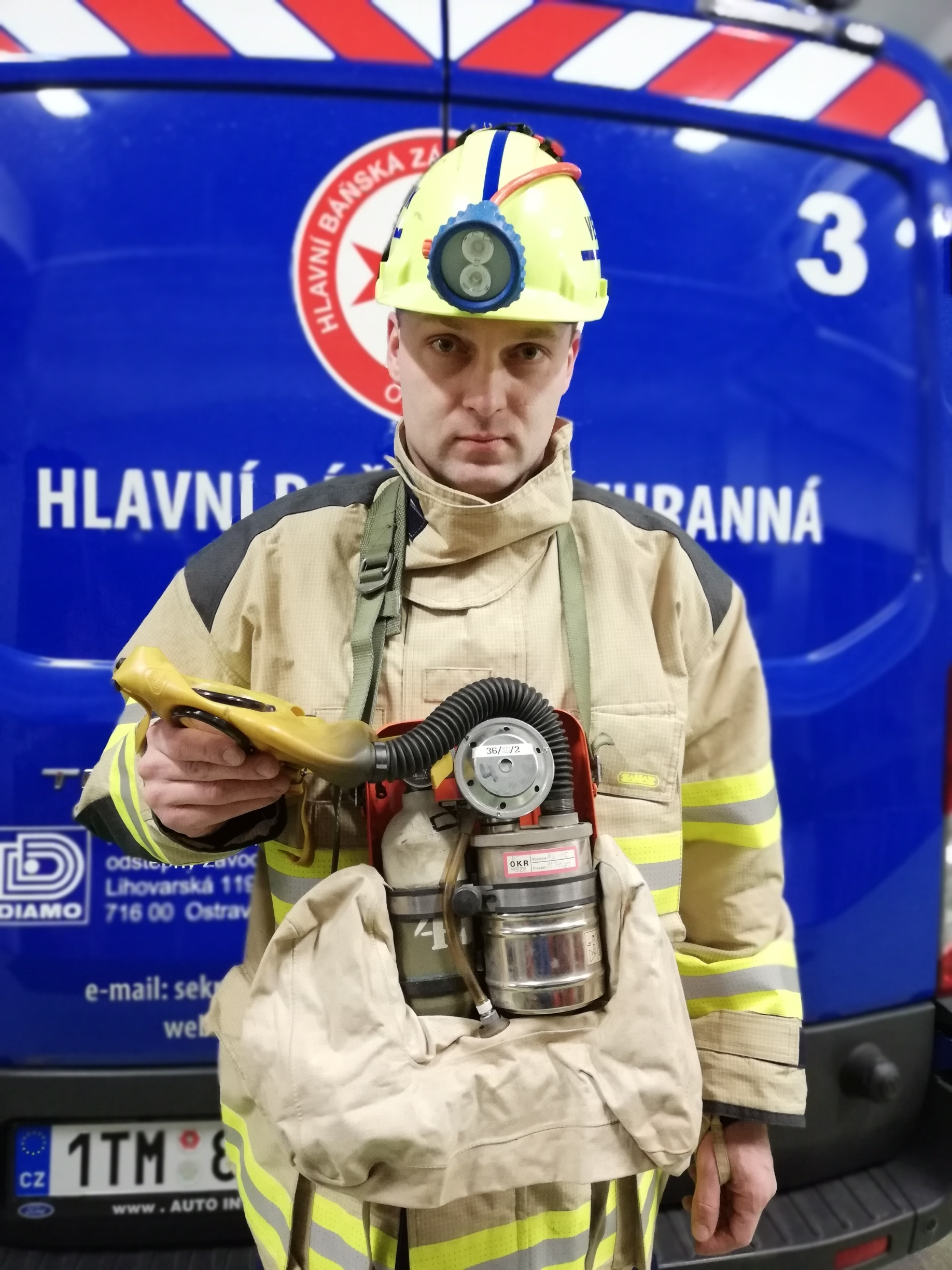
Celkový pohled přístroj AU 9E.
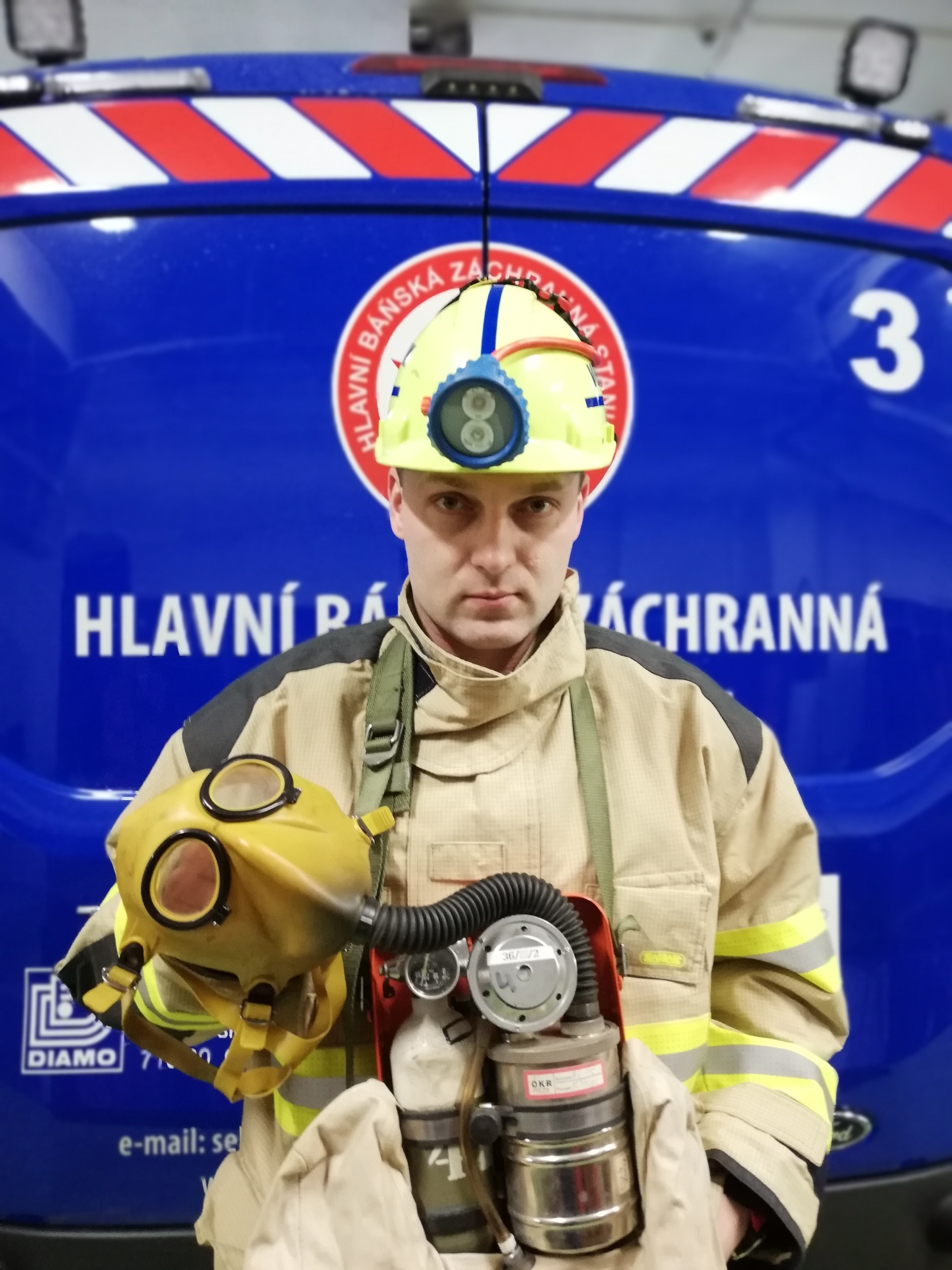
Přístroj je připravený.
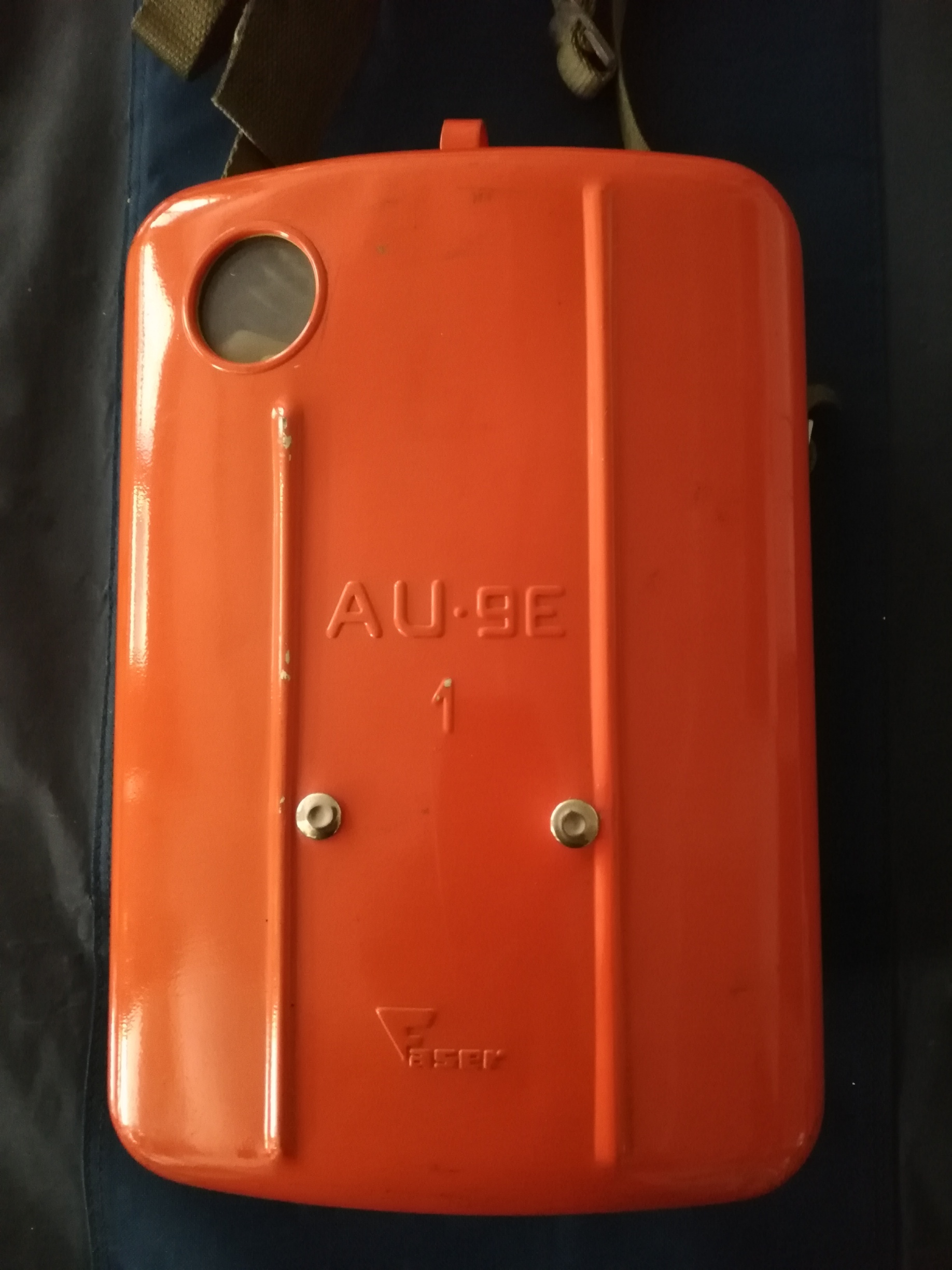
Přístroj AU 9E připravený do Akce.
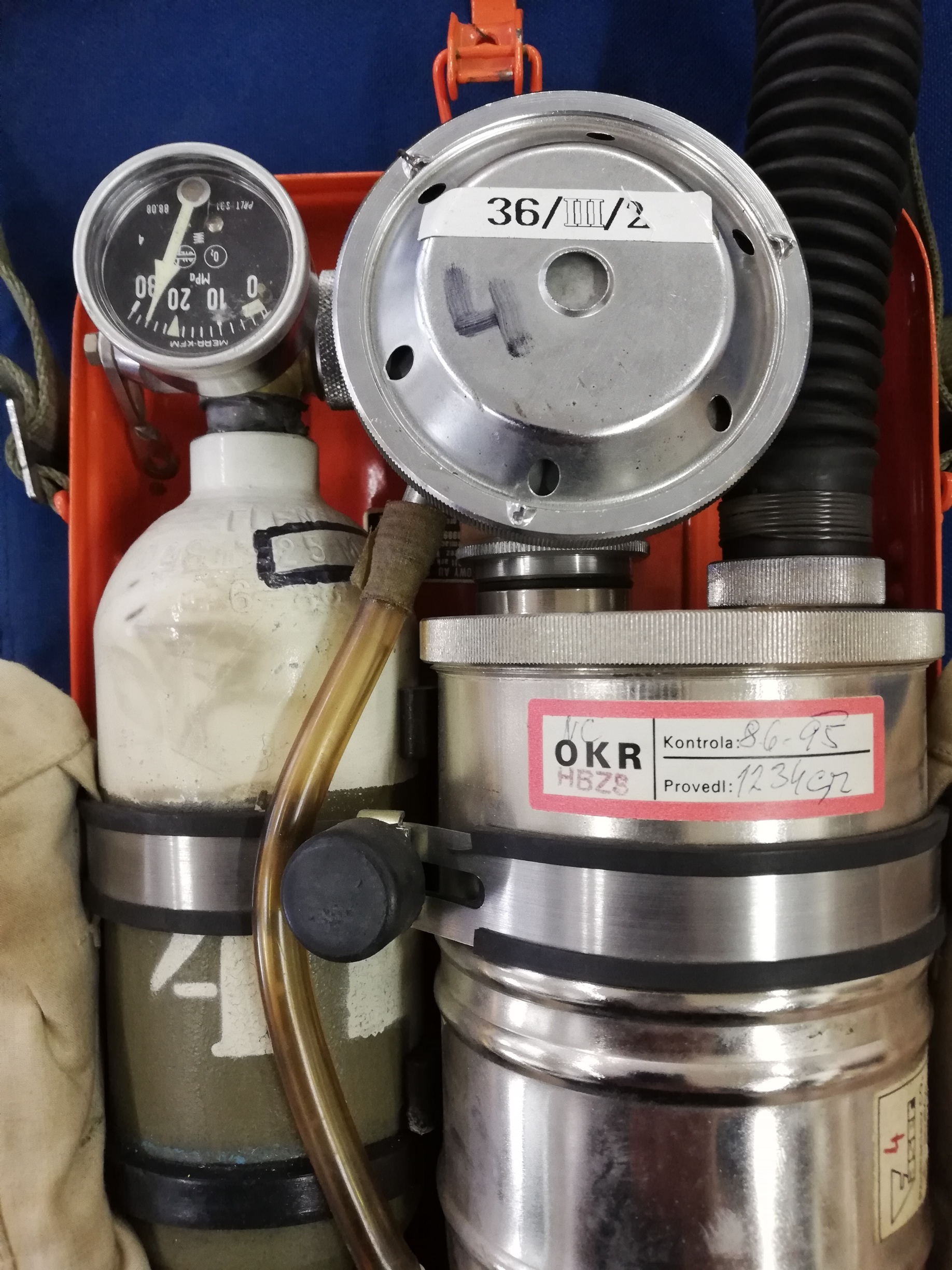
Pohled na přístroj AU 9E.
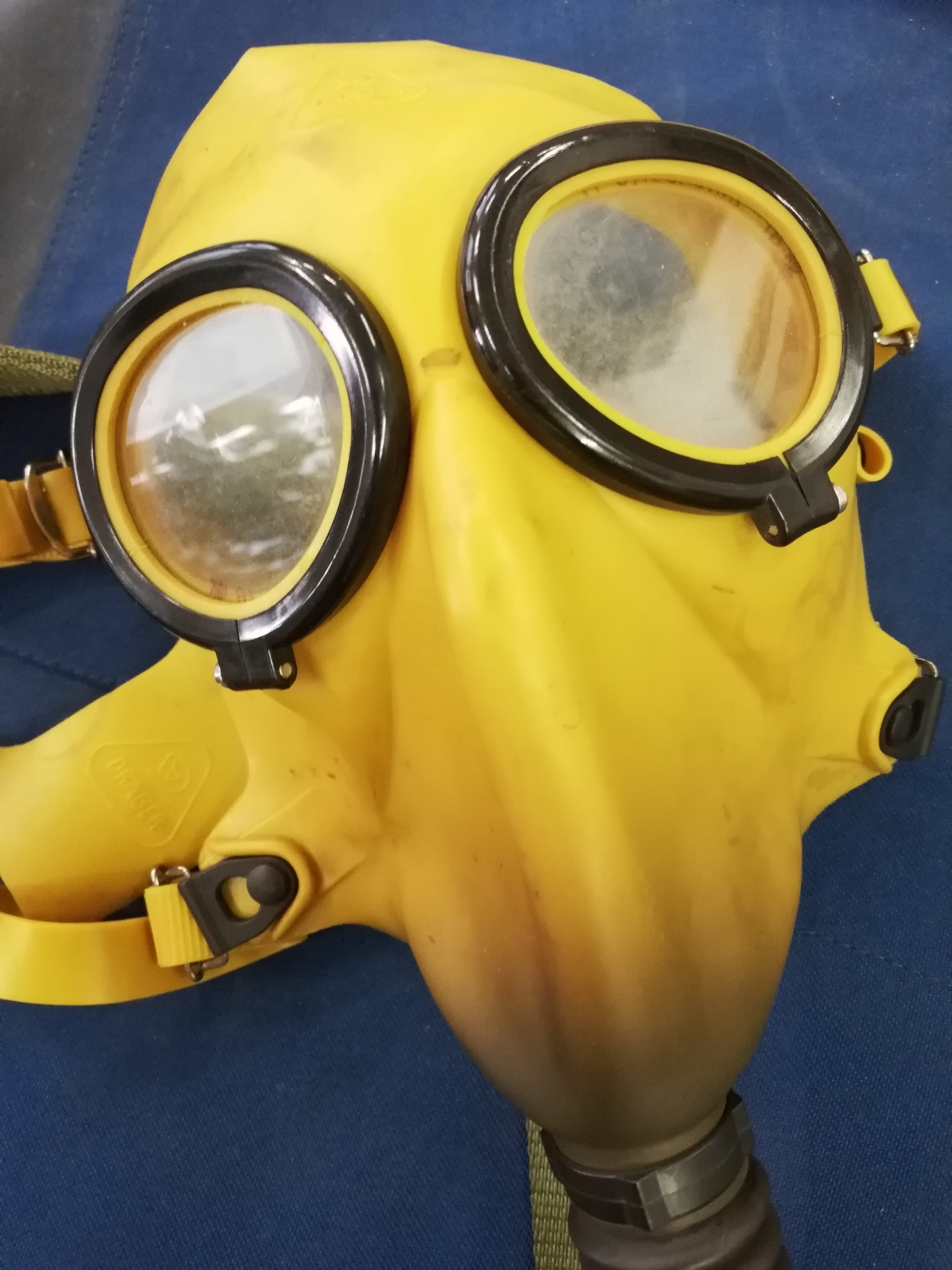
Detail masky na přístroj AU 9E.
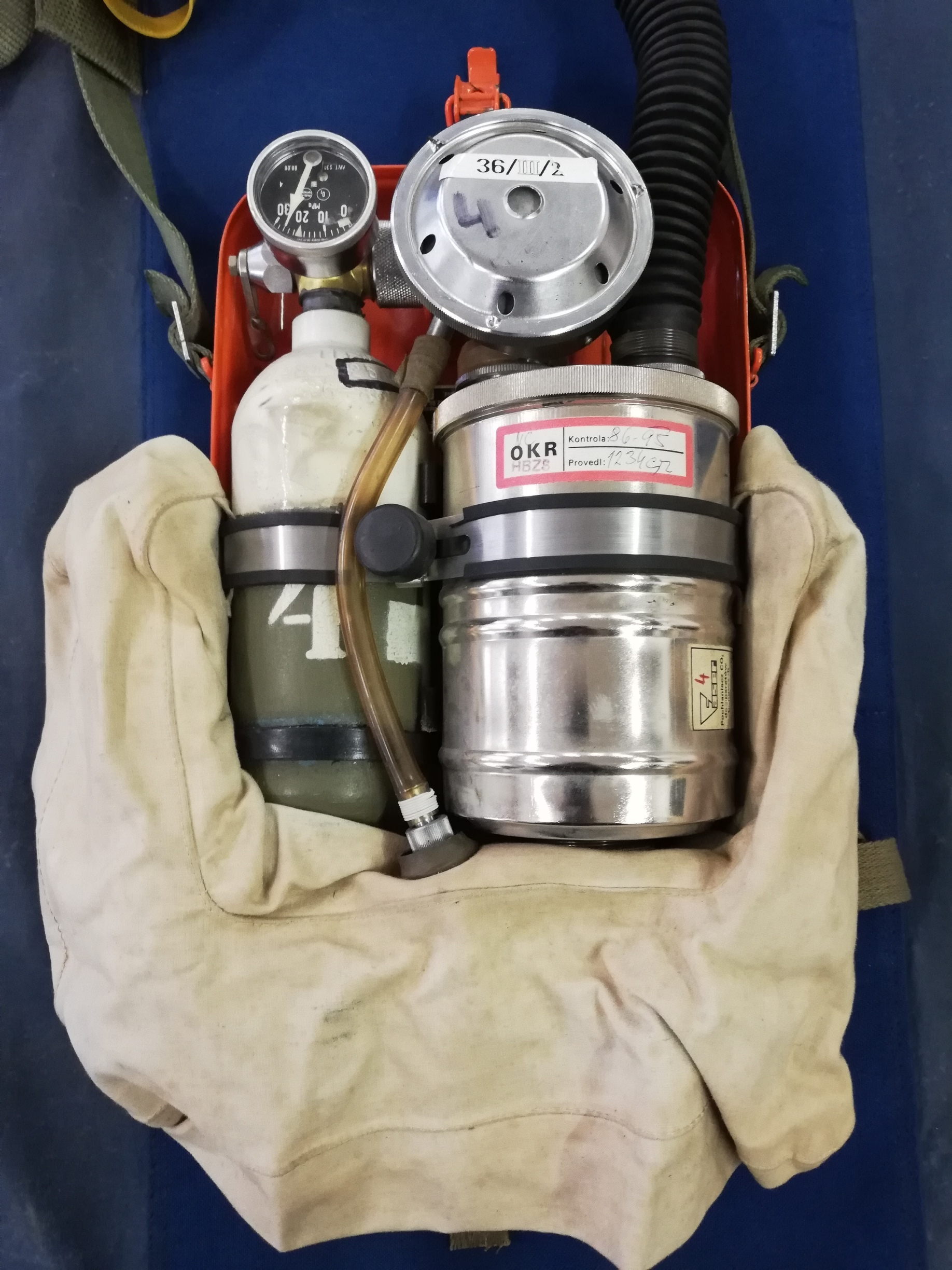
Detail otevřeného přístroje AU 9E.
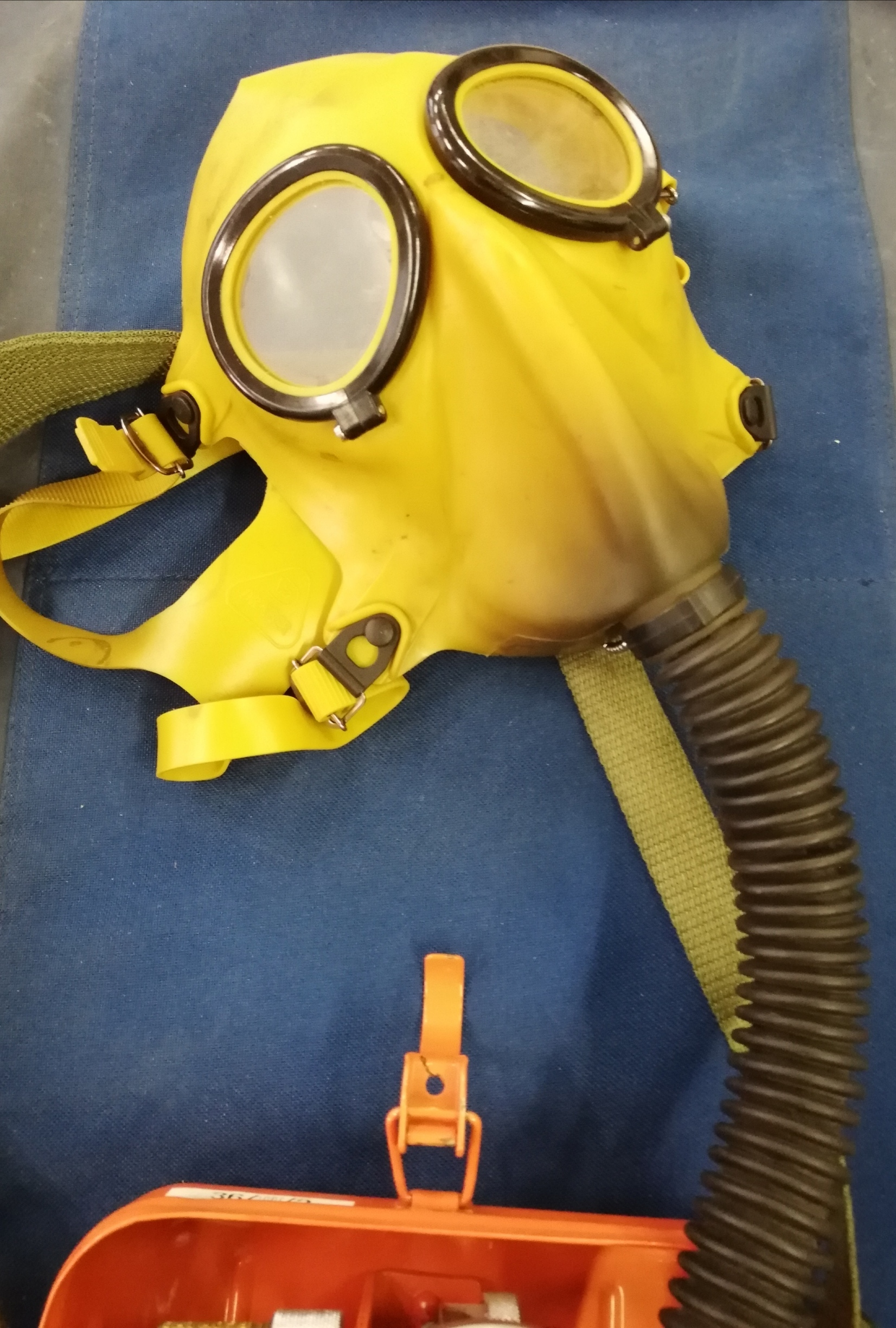
Maska přístroje AU 9E.